# Kirstead
Kirstead – wieś w Anglii, w hrabstwie Norfolk, w dystrykcie South Norfolk. Leży 13 km na południowy wschód od Norwich i 154 km na północny wschód od Londynu.
Miejscowość liczy 247 mieszkańców.